# Luis Carlos de Morais Junior
Luis Carlos de Morais Junior (* 17. April 1961 in Humaitá, Rio de Janeiro) ist ein brasilianischer Hochschuldozent, Philosoph und Autor von Büchern über Philosophie, Alchemie, Literatur, brasilianische populäre Musik, Filme, Verwaltung, Bildung, Taubheit und andere Themen.

## Leben
Morais Junior, als Blogger auch Lui Morais, ist der Sohn des Radiojournalisten Luis Carlos de Morais. Er studierte Portugiesisch, Griechisch und Philosophie an der Universidade do Estado do Rio de Janeiro, wobei er sich auf die Philosophie der Gegenwart spezialisierte. 1992 erlangte er seinen Masterabschluss in brasilianischer Literatur. 1997 promovierte er an der Universidade Federal do Rio de Janeiro in Literaturwissenschaft. Er ist Dozent der Philosophie am Instituto Superior de Educação do Rio de Janeiro (ISERJ).

## Werk
- Larápio. Rio de Janeiro: Kroart, 2004, ISBN 978-85-7640-033-2.
- Pindorama. Rio de Janeiro: Kroart, 2004, ISBN 978-85-7298-939-8.
- Crisólogo – O Estudante de Poesia Caetano Veloso. Rio de Janeiro: HP Comunicação, 2004 (online), ISBN 978-85-7576-056-7.
- Proteu ou: A Arte das Transmutações – Leituras, Audições e Visões da Obra de Jorge Mautner. Rio de Janeiro: HP Comunicação, 2004.
- Meutaneurônios Atomizados (mit Marcus Vinicius de Medeiros). Rio de Janeiro: t.mais.oito, 2008.
- O Olho do Ciclope e os Novos Antropófagos – Antropofagia Cinematótica na Literatura Brasileira. Rio de Janeiro: Quártica, 2009, ISBN 978-85-7801-119-2.
- Y e os Hippies (mit Eliane Blener). Rio de Janeiro: Quártica, 2009, ISBN 978-85-7801-130-7.
- O Estudante do Coração. Rio de Janeiro: Quártica, 2010, ISBN 978-85-7801-164-2.
- O Caminho de Pernambuco (mit Eliane Blener). Rio de Janeiro: Quártica, 2010.
- Crisopeia (mit Eliane Blener). Rio de Janeiro: Quártica, 2010.
- Clone versus Gólem (mit Eliane Blener). Rio de Janeiro: Quártica, 2010.
- O Portal do Terceiro Milênio (mit Eliane Colchete). Rio de Janeiro: Quártica, 2011.
- Gigante. Rio de Janeiro: Quártica, 2012, ISBN 978-85-7801-189-5.
- O Meteorito dos Homens Ab e Surdos. Rio de Janeiro: Quártica, 2011, ISBN 978-85-7801-209-0.
- O Sol Nasceu pra Todos – A História Secreta do Samba. Mit einer Einleitung von Ricardo Cravo Albin. Rio de Janeiro: Litteris, 2011, ISBN 978-85-3740-152-1.
- Proteu ou: A Arte das Transmutações – Leituras, Audições e Visões da Obra de Jorge Mautner. 2. Auflage. Mit 10 Interviews mit Jorge Mautner. Rio de Janeiro: Litteris, 2011, ISBN 978-85-3740-167-5.
- Carlos Castaneda e a Fresta entre os Mundos – Vislumbres da Filosofia Ānahuacah no Século XXI. Rio de Janeiro: Litteris, 2012, ISBN 978-85-3740-176-7.
- Natureza Viva. Rio de Janeiro: Quártica, 2012.
- Abobrinhas Requintadas – Exquisite Zucchinis (mit Eliane Marques Colchete). Rio de Janeiro: Quártica, 2012.
- Eu Sou o Quinto Beatle. Rio de Janeiro: Quártica, 2012.
- O Homem Secreto. Rio de Janeiro: Quártica, 2013.
- Os que ouvem mais que nós (mit Carlos Hilton). Rio de Janeiro: Litteris, 2013.
- Rocambole de Carne a Copacabana (mit Cláudio Carvalho und Cid Valle). Rio de Janeiro: Litteris, 2013, ISBN 978-85-3740-194-1.
- As Vivências Pós-modernas (et alii). Rio de Janeiro: Quártica, 2013.
- O Estudante do Coração – Ensaios Sobre a Arte Pós-Moderna. 2. Auflage. Rio de Janeiro: Litteris, 2013, ISBN 978-85-3740-261-0.
- Alquimia o Arquimagistério Solar. Alchimia seu Archimagisterium Solis in V libris. Rio de Janeiro: Quártica Premium, 2013.
- Linhas Cruzadas (mit Caio Reis Morais et alii). Rio de Janeiro: Quártica, 2014.
- A Formação da Filosofia Contemporânea (mit Eliane Marques Colchete). Rio de Janeiro: Litteris, 2014.
- A Autoeducação e o Século 21. Rio de Janeiro: Litteris, 2014.
- Outras Palavras (mit Claudio Carvalho). Rio de Janeiro: Litteris, 2014.
- Poesia de Reciclagem. Rio de Janeiro: Litteris, 2014 (online), ISBN 978-85-3740-245-0.
- Encontros nas esquinas das palavras: cinematótica transtemporal e complexistória na lírica brasileira atual ou: impressões de vertigens, ou ainda: devires do soneto brasileiro. Rio de Janeiro: post doctoral book held at the Federal University of Rio de Janeiro. 2015.[3]
- O superprocessador de emoções do aquecimento global {novelo ou: contogeração}. Rio de Janeiro: experimental novel, 2016.[4]
- Eu, o dono da verdade. Rio de Janeiro: Quártica, 2017.
- Laboratório de Letras (com Eliane Marques Colchete de Morais). Rio de Janeiro: Litteris, 2017.
- O Pedagogo de Si (A Educação e a Filosofia 2). Rio de Janeiro: Litteris, 2019.
- Machineman. Rio de Janeiro: Litteris, 2021.
- Encontros nas esquinas das palavras: cinematótica transtemporal e complexistória na lírica brasileira atual ou: impressões de vertigens, ou ainda: devires do soneto brasileiro. Rio de Janeiro: Quártica, 2021.
- Faetonte ou A Guerra das Amazonas. Rio de Janeiro: Quártica, 2022.